# Terebratulina radula
Terebratulina radula är en armfotingsart som beskrevs av Hedley 1904. Terebratulina radula ingår i släktet Terebratulina och familjen Cancellothyrididae. Inga underarter finns listade i Catalogue of Life.